# Conquête cromwellienne de l'Irlande
Conquête cromwellienne de l'Irlande
Batailles
- Drogheda
- Wexford
- Clonmel
- Limerick
- Waterford
- Galway

La conquête cromwellienne de l'Irlande commence lorsque Oliver Cromwell débarque en Irlande en 1649 avec la New Model Army. La conquête marque la fin des guerres confédérées irlandaises, qui est le volet irlandais des guerres des Trois Royaumes.
Marquée par une forte répression et des massacres sanglants commis contre les Irlandais, elle est considérée comme l'une des pages les plus sombres de l'histoire de l'Irlande.

## Déroulement
Depuis la Rébellion irlandaise de 1641, le pays était sous contrôle de la Confédération irlandaise, laquelle avait une alliance avec les Royalists défaits lors de la Première Révolution anglaise.
L'île échappe au gouvernement de Londres qui craint qu'elle ne devienne une base des royalistes favorables au rétablissement de Charles II sur le trône. Et cela d'autant plus que certains espèrent en Irlande que le retour du roi s'accompagnera de l'octroi de la liberté de culte aux catholiques romains.
En mars 1649, le Parlement croupion charge Cromwell d'intervenir militairement en Irlande pour y rétablir la domination anglaise, et l'en nomme même gouverneur. Marqué par une haine farouche des catholiques qu'il nomme les « papistes », Cromwell débarque sur l'île le 22 juin 1649, à la tête d'une armée de 12 000 soldats.
En septembre 1649, l'armée de Cromwell arrive devant la ville de Drogheda. Comme elle refuse de se rendre, l'assaut est lancé le 11 septembre 1649. Il se termine en massacre. Des centaines d'habitants (même milliers selon les estimations), hommes, femmes et enfants sont tués par les soldats anglais. Le Rump Parliament approuvera entièrement le massacre. Selon certains historiens, les actions commises par l'armée cromwellienne à Drogheda relèvent du crime de guerre, même d'après les standards du XVIIe siècle.
Le massacre de Drogheda est un des événements majeurs qui contribuent aux tensions ultérieures entre catholiques et protestants
En octobre 1649, un autre massacre a lieu lors du sac de la ville de Wexford Selon les estimations, trois quarts des habitants furent massacrés par l'armée cromwelienne.
En mai 1650, Cromwell quitte l'Irlande, déléguant le commandement de l'armée à Henry Ireton.
En 1652, la guerre touche à sa fin. Les tout derniers combats ont lieu durant l'été 1652, et les Irlandais déposent les armes.

## Conséquences
L'Angleterre a profité du conflit pour établir une véritable domination protestante sur l'île.
La combinaison de la guerre, de la famine et de la peste entraîna une énorme mortalité chez les Irlandais. William Petty a estimé (au 1655-56 Down Survey) que le nombre de morts des guerres en Irlande depuis 1641 était de plus de 618 000 personnes, soit environ 40 % de la population d'avant-guerre du pays. De ce nombre, il a estimé que plus de 400 000 étaient des catholiques, 167 000 morts directement de la guerre ou de la famine, et le reste de maladie liée à la guerre. Les estimations modernes sont davantage proches de 20 % de la population d'avant-guerre.
En 1650, les marchands catholiques d'Irlande se voient interdire d'exercer des activités commerciales.
À la suite de la fin de la guerre, des terres sont confisquées aux catholiques pour être redistribuées, notamment à des militaires de l'armée de Cromwell ou à des colons protestants. En juin 1653, les autorités anglaises édictent un décret ordonnant la déportation des propriétaires catholiques dépossédés dans le Connacht, la région irlandaise la plus pauvre.
Dans les années qui suivirent et même à la suite de la restauration de la monarchie en Angleterre, des lois pénales répressives seront adoptées contre les catholiques irlandais, les empêchant notamment de pratiquer librement la religion catholique ou les empêchant d'exercer des fonctions publiques.

## Batailles et sièges
- Siège de Drogheda (11 septembre 1649)
- Sac de Wexford (2-11 octobre 1649)
- Siège de Clonmel (avril-mai 1650)
- Siège de Limerick (1650-1651)
- Siège de Waterford (novembre 1649-août 1650)
- Siège de Galway (août 1651-mai 1652)

## Effets à long terme
Durant la Glorieuse Révolution, les catholiques d'Irlande tentent de renverser la conquête lors de la guerre williamite en Irlande, en prenant le parti du jacobitisme, mais sans succès.